# Megachile verrucosa
Megachile verrucosa là một loài Hymenoptera trong họ Megachilidae. Loài này được Brèthes mô tả khoa học năm 1910.